# R5 (밴드)
R5는 2009년에 결성되었으며, 남매인 라이커 린치, 로키 린치, 로스 린치, 라이델 린치와 그들의 친구인 엘링턴 래틀리프로 구성되어 총 5명의 구성원으로 이루어져 있는 미국의 팝 록 밴드이며 얼터너티브 록 밴드이다. 2010년 3월 9일에 Ready Set Rock (EP)를 발표했다. 이 앨범에는 주로 라이커, 로키, 라이델이 직접 작곡한 곡이 수록되어 있다. 그리고 그 해 9월에 할리우드 레코드와 계약을 맺었고, 스튜디오 앨범을 발표하였다.
R5의 데뷔 EP는 Loud로써 2013년 2월 19일날에 발표되었다. 그 후 2013년 9월 24일에 첫 풀 앨범인 Louder을 발표하였다. 이 앨범은 전에 발표했던 Loud앨범의 4곡을 포함하고, 그 외 7곡의 신곡을 추가로 넣어 총 11곡으로 구성되어 있다.

## 멤버 구성
- 로스 린치 - 기타, 리드 보컬
- 라이커 린치 - 베이스, 리드 보컬
- 라이델 린치 - 건반(키보드), 백그라운드 보컬
- 로키 린치 - 리드 기타, 리드 보컬
- 엘링턴 래틀리프 - 드럼, 백그라운드 보컬

## 디스코그래피
- Ready Set Rock (2010)
- Loud (2013)
- Louder (2013)
- Heart Made Up On You (2014)